# Kendall Chappell
Kendall Chappell (* 7. Juli 1991 in Ann Arbor, Michigan) ist eine US-amerikanische Schauspielerin.

## Leben
Chappell wurde am 7. Juli 1991 in Ann Arbor geboren. Von 2009 bis 2013 studierte sie Theater und Kunstdesign an der University of Michigan. Sie beendete ihr Studium mit dem Bachelor of Fine Arts. Neben Englisch spricht sie Französisch und Spanisch. Sie debütierte 2010 als beste Freundin der von Liana Liberato verkörperten Annie im Film Trust – Blindes Vertrauen. Zwei Jahre später folgten Besetzungen im Spielfilm Crave und im Kurzfilm Lemon Lane. 2016 stellte sie unter anderen in der Fernsehdokuserie Married with Secrets in zwei Episoden jeweils unterschiedliche Rollen dar. 2019 wurde mit ihr die Rolle der Mia im Kurzfilm Jesus besetzt, der im Februar 2019 auf dem Oregon Short Film Festival gezeigt wurde. 2020 spielte sie die Hauptrolle der Jessica im Film The Departure, der am 12. Juni 2020 erschien. Im selben Jahr war sie im Kurzfilm Mirror Site in eine der Hauptrollen als Aimee zu sehen. Der Kurzfilm wurde unter anderen am 30. Juli 2020 auf dem Gen Con Film Festival 2020 und am 14. Oktober 2020 auf dem San Antonio Film Festival gezeigt. 2022 verkörperte sie im Film Titanic 666 die Rolle der Regina.

## Filmografie (Auswahl)
- 2010: Trust – Blindes Vertrauen (Trust)
- 2012: Crave
- 2012: Lemon Lane (Kurzfilm)
- 2013: University Estate
- 2014: CollegeHumor Originals (Fernsehserie, 1 Episode)
- 2014: Gisele (Kurzfilm)
- 2015: To Police (Kurzfilm)
- 2016: Break, Blow, Burn
- 2016: Ten Years (Kurzfilm)
- 2016: Married with Secrets (Fernsehdokuserie, 2 Episoden, verschiedene Rollen)
- 2016: Ambulance (Kurzfilm)
- 2017: Mother (Kurzfilm)
- 2017: The Departure (Kurzfilm)
- 2017: The Ascent (Sprechrolle)
- 2017: Into the Black (Kurzfilm)
- 2017: Couch for Sale (Kurzfilm)
- 2018: Rachel Dratch’s Late Night Snack (Fernsehserie, Episode 2x01)
- 2018: Doubting Thomas
- 2018: Buried in the Backyard – Mord verjährt nicht (Buried in the Backyard, Fernsehdokuserie, Episode 1x06)
- 2019: Jesus (Kurzfilm)
- 2019: Tout Le Coeur, Pas De Tete (Kurzfilm)
- 2020: The Departure
- 2020: Mirror Site (Kurzfilm)
- 2020: Wife Carrying: The Untold True Story
- 2020: Shock Docs (Fernsehdokuserie, Episode 2x02)
- 2021: Witch Hunt
- 2022: The Sleep: Survival Horror – Part One
- 2022: Titanic 666
- 2022: Purple Hearts
- 2022: American Horror Stories (Fernsehserie, Episode 2x03)
- 2023: The Company You Keep (Fernsehserie, Episode 1x06)